# Airexpo

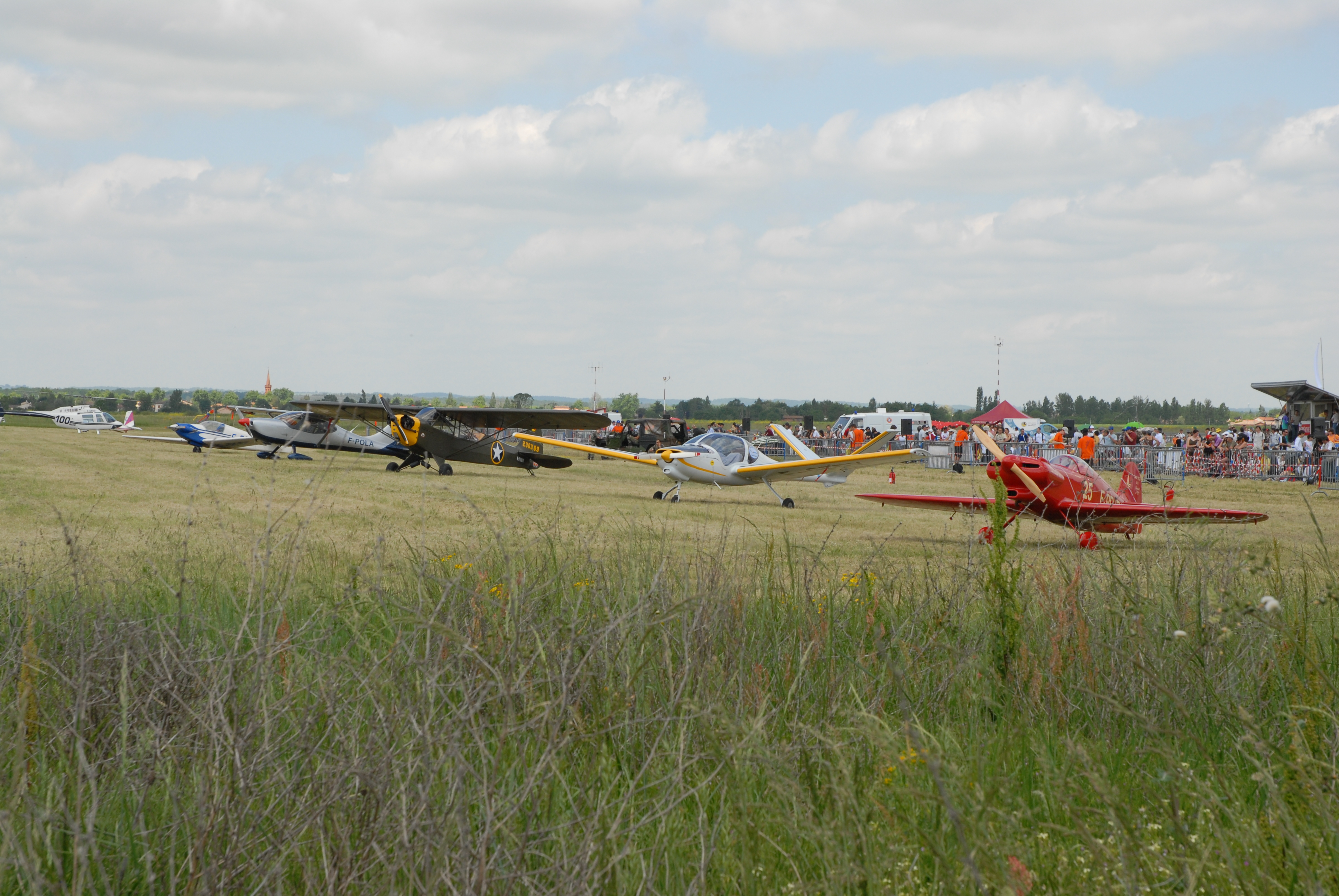
Pohled na prostory přehlídky v roce 2007

Airexpo  je mezinárodní letecká přehlídka organizovaná každý květen na toulouském letišti Muret-Lherm. Jedná se o jednu z největších leteckých show ve Francii. Airexpo funguje jako komerční akce, organizují ji dvě francouzské letecké univerzity – ENAC a ISAE SUPAERO.